# Élections législatives de 1967 dans le Jura
Les élections législatives françaises de 1967 se déroulent les 5 et 12 mars 1967.  Dans le département du Jura, deux députés sont à élire dans le cadre de deux circonscriptions.

## Élus
| Circonscription | Député sortant  | Parti | Parti  | Député élu ou réélu | Parti | Parti |
| --------------- | --------------- | ----- | ------ | ------------------- | ----- | ----- |
| 1re             | Louis Jaillon   |       | MRP    | René Feït           |       | RI    |
| 2e              | Jacques Duhamel |       | Radsoc | Jacques Duhamel     |       | CD    |

## Résultats

### Résultats à l'échelle du département
| Parti          | Parti                                           | Premier tour | Premier tour | Second tour | Second tour | Sièges |
| Parti          | Parti                                           | Voix         | %            | Voix        | %           | Sièges |
| -------------- | ----------------------------------------------- | ------------ | ------------ | ----------- | ----------- | ------ |
|                | Républicains indépendants                       | 21 901       | 19,88        | 24 953      | 22,08       | 1      |
|                | Union des démocrates pour la Ve République      | 17 524       | 15,90        | 16 915      | 14,97       | 0      |
|                | Union des républicains de progrès               | 39 425       | 35,78        | 41 868      | 37,05       | 1      |
|                |                                                 |              |              |             |             |        |
|                | Convention des institutions républicaines       | 6 830        | 6,20         |             |             | 0      |
|                | Section française de l'Internationale ouvrière  | 6 174        | 5,60         | 0           |             |        |
|                | Fédération de la gauche démocrate et socialiste | 13 004       | 11,80        |             |             | 0      |
|                |                                                 |              |              |             |             |        |
|                | Progrès et démocratie moderne                   | 38 600       | 35,03        | 47 099      | 41,68       | 1      |
|                | Parti communiste français                       | 16 890       | 15,33        | 24 035      | 21,27       | 0      |
|                | Parti socialiste unifié                         | 2 263        | 2,05         |             |             | 0      |
|                |                                                 |              |              |             |             |        |
| Inscrits       | Inscrits                                        | 142 637      | 100,00       | 142 634     | 100,00      | 2      |
| Abstentions    | Abstentions                                     | 30 271       | 21,22        | 28 017      | 19,64       |        |
| Votants        | Votants                                         | 112 366      | 78,78        | 114 617     | 80,36       |        |
| Blancs et nuls | Blancs et nuls                                  | 2 184        | 1,94         | 1 615       | 1,41        |        |
| Exprimés       | Exprimés                                        | 110 182      | 98,06        | 113 002     | 98,59       |        |

### Résultats par circonscription

#### Première circonscription (Lons-le-Saunier)
| Candidat       | Candidat              | Parti          | Premier tour | Premier tour | Second tour | Second tour |  |
| Candidat       | Candidat              | Parti          | Voix         | %            | Voix        | %           |  |
| -------------- | --------------------- | -------------- | ------------ | ------------ | ----------- | ----------- |  |
|                | René Feït élu         | RI             | 21 901       | 40,75        | 24 953      | 44,72       |  |
|                | Louis Jaillon sortant | CD (PDM)       | 14 935       | 27,79        | 17 590      | 31,52       |  |
|                | Henri Auger           | PCF            | 8 469        | 15,76        | 13 259      | 23,76       |  |
|                | Jean Ponard           | FGDS (SFIO)    | 6 174        | 11,49        |             |             |  |
|                | Jean Pétiard          | PSU            | 2 263        | 4,21         |             |             |  |
|                |                       |                |              |              |             |             |  |
| Inscrits       | Inscrits              | Inscrits       | 71 281       | 100,00       | 71 277      | 100,00      |  |
| Abstentions    | Abstentions           | Abstentions    | 16 350       | 22,94        | 14 577      | 20,45       |  |
| Votants        | Votants               | Votants        | 54 931       | 77,06        | 56 700      | 79,55       |  |
| Blancs et nuls | Blancs et nuls        | Blancs et nuls | 1 189        | 2,16         | 898         | 1,58        |  |
| Exprimés       | Exprimés              | Exprimés       | 53 742       | 97,84        | 55 802      | 98,42       |  |

#### Deuxième circonscription (Dole)
| Candidat       | Candidat                      | Parti          | Premier tour | Premier tour | Second tour | Second tour |  |
| Candidat       | Candidat                      | Parti          | Voix         | %            | Voix        | %           |  |
| -------------- | ----------------------------- | -------------- | ------------ | ------------ | ----------- | ----------- |  |
|                | Jacques Duhamel sortant réélu | CD (PDM)       | 23 665       | 41,93        | 29 509      | 51,59       |  |
|                | Pierre Grosperrin             | UD-Ve          | 17 524       | 31,05        | 16 915      | 29,57       |  |
|                | Maurice Faivre-Picon          | PCF            | 8 421        | 14,92        | 10 776      | 18,84       |  |
|                | Pierre Jaillet                | FGDS (CIR)     | 6 830        | 12,1         |             |             |  |
|                |                               |                |              |              |             |             |  |
| Inscrits       | Inscrits                      | Inscrits       | 71 356       | 100,00       | 71 357      | 100,00      |  |
| Abstentions    | Abstentions                   | Abstentions    | 13 921       | 19,51        | 13 440      | 18,83       |  |
| Votants        | Votants                       | Votants        | 57 435       | 80,49        | 57 917      | 81,17       |  |
| Blancs et nuls | Blancs et nuls                | Blancs et nuls | 995          | 1,73         | 717         | 1,24        |  |
| Exprimés       | Exprimés                      | Exprimés       | 56 440       | 98,27        | 57 200      | 98,76       |  |